# Leptoperilissus oculator
Leptoperilissus oculator là một loài tò vò trong họ Ichneumonidae.